# One World Financial Center
Le One World Financial Center est un gratte-ciel situé dans le Financial District de Manhattan, à New York.
Il est situé au 200, rue Liberté entre la South End Avenue et West Street. Il a été construit en 1985 dans le cadre du World Financial Center complexes. Ce building atteint la hauteur de 176 m. Il a une superficie locative de 151 000 m2. Comme pour les autres bâtiments WFC, il a un toit unique qui est une pyramide de sommet plat. Il est relié au reste du complexe par un "WFC SkyBridge".
Le bâtiment est situé en face de la rue du World Trade Center et a été fortement endommagé dans les attentats du 11 septembre 2001. Le nuage de poussière et d'autres explosions initiales ont brisé de nombreuses fenêtres, à proximité de l'Atrium Jardin d'hiver et autres bâtiments de la CWF. Il a été fermé pendant plusieurs mois et a rouvert après une restauration.

## Locataires notables
- Cadwalader, Wickersham et Taft
- Deloitte et Touche
- Dow Jones & Co.
- Fidelity Investments
- National Financial Services
- Le Wall Street Journal
- Richards Kibbe & Orbe LLP
- Willis de New York
- AIG Royal Alliance Inc
- XL Insurance
- ED & F Man